# باترون
باترون (ولد في 20 يوليو 2019) هو كلب جاك راسل يعمل ضمن فرقة الطوارئ الحكومية في أوكرانيا لإزالة الألغام الأرضية.
برز لأول مرة خلال الغزو الروسي لأوكرانيا 2022 حيث حصل على وسام الشجاعة من قبل الرئيس الأوكراني فولوديمير زيلينسكي لعمله في تحديد أكثر من 200 لغم أرضي روسي مميت وقنبلة غير منفجرة. يحظى الكلب باترون بشهرة عالية أوكرانيا كما أصبح نجم إعلانات ولديه حساب على موقع إنستغرام يتابعه أكثر من 380 ألف شخص.